# Gatans parlament
Gatans parlament är ett uttryck som ibland används för att beskriva politiska grupper eller metoder som praktiserar civil olydnad och andra så kallade utomparlamentariska metoder för att nå sina mål, ofta med inslag av våld.
Uttrycket lär ha myntats av Per Albin Hansson i det socialdemokratiska ungdomsförbundets tidning Fram 1904, när han kritiserade metoden då den åsidosatte den representativa demokratin. Det fick senare en något mer positiv laddning då det användes av vänstersocialisten Zeth "Zäta" Höglund i en diskussion vid en riksdagsdebatt om rösträttsrörelsen 1917. Uttrycket vann åter aktualitet i samband med 68-vänsterns framväxt; så användes av det socialdemokratiska borgarrådet Hjalmar Mehr när han karakteriserade aktivisterna i Almstriden i Stockholm 1971.